# DOET
D.O.E.T (abreviación de 2,5-dimetoxi-4-etilanfetamina) es una droga psicodélica de la familia de las fenetilaminas y de la clase química de las anfetaminas. Fue sintetizada por primera vez por Alexander Shulgin y descrita en su libro PiHKAL.

## Farmacología
El DOET pertenece a una clase de compuestos comúnmente conocidos como anfetaminas sustituidas. Tiene un estereocentro activo y el (R)-D.O.E.T es el enantiómero más activo. DOET es un compuesto extremadamente inusual y los informes de sus efectos y toxicología en humanos son escasos. Sin embargo, al igual que los análogos 2,5-dimetoxi-anfetamina más comunes como DOB, DOI y DOM, es un psicodélico potente y de larga duración. La eliminación de la fracción alfa-metil produce el análogo 2-carbono, comúnmente conocido como 2C-E, otro compuesto psicodélico sintetizado por Alexander Shulgin. El DOET actúa probablemente como agonista parcial de los receptores 5-HT 2A, 5-HT2B y 5-HT2C.

## Estado legal
Debido a sus efectos, el DOET es una sustancia sometida fiscalización internacional.